# دبلوم في الممارسة القانونية المهنية

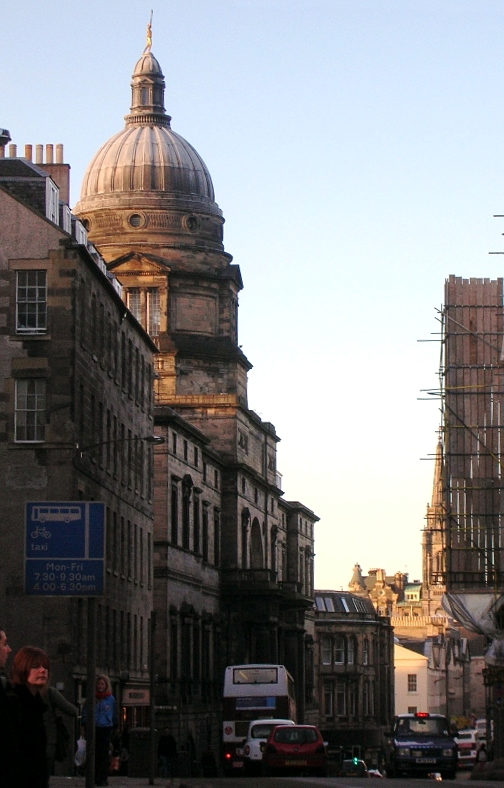
الكلية القديمة ، موطن مدرسة إدنبرة للقانون

.دبلوم في الممارسة القانونية (من تقديمه في 1980 حتى 2012/13) أو دبلوم في الممارسة القانونية المهنية (من 2012/13) هو مؤهل دراسات عليا اسكتلندي مطلوب لممارسة القانون في اسكتلندا، إما كمحامي أو محام. يتم ذلك بعد الانتهاء من الدراسة الجامعية وقبل بدء التدريب.
تهدف الدورة إلى تزويد الطلاب بالمهارات العملية الأكثر التي سيحتاجونها بعد الدراسة الأكاديمية، والتي تشمل وحدات إلزامية في النقل، وممارسة المحكمة المدنية، وممارسة المحكمة الجنائية، والعميل الخاص، والخدمات المالية والمهارات ذات الصلة، والمحاسبة والمسؤولية المهنية، مع الاختيار سواء من الشركة أو الإدارة التجارية أو العامة.
منذ بداية العام الدراسي 2012/2013 ، اجتذب الدبلوم حصة من الأماكن الممولة من وكالة جوائز الطلاب لأسكتلندا (SAAS) ، المحددة بثلاث مائة. امتد التمويل إلى مساهمة تبلغ حوالي 3000 جنيه إسترليني للرسوم وبدل إقامة تم اختباره بالوسائل. تتراوح رسوم الدبلوم من 6,630 - 7,700 جنيه إسترليني.
منذ 2012/13 ، كجزء من مراجعة أوسع لتمويل دورات الدراسات العليا، أعلنت الحكومة الاسكتلندية عن تغييرات في طريقة تمويل دورات الدراسات العليا، بما في ذلك الدبلوم، الذي أصبح دبلومًا في الممارسة القانونية المهنية. نظرًا لأن التغيير قد يتقدم الطلاب إلى SAAS للحصول على قرض (3400 جنيه إسترليني اعتبارًا من عام 2014) نحو تكلفة الرسوم الدراسية. كان هناك انتقاد كبير لتمويل الدراسات العليا، لا سيما أن التغييرات التي تم إجراؤها لم تفعل ما يكفي لتوسيع الوصول إلى مهنة القانون الإسكتلندي.

## الموفرون
- جامعة أبردين
- جامعة دندي
- جامعة ادنبره
- جامعة غلاسكو [1]
- جامعة روبرت جوردون
- جامعة ستراثكلايد [2]

توقفت جامعة ستيرلنغ عن تقديم الدورة منذ بداية العام الدراسي 2012/2013 